# Lisboa Story Centre
O Lisboa Story Centre – Memórias da Cidade é um museu de história situado em Lisboa, Portugal.
Fundado a 11 de setembro de 2012 na Praça do Comércio, o museu mostra a história e desenvolvimento da cidade desde a mitologia da sua fundação por Ulisses, abrigando também a história do sismo de Lisboa de 1755, e a reconstrução da cidade por Sebastião José de Carvalho e Melo, Marquês de Pombal e Conde de Oeiras.